# Jerker Porath
Jerker Olof Porath, född 23 oktober 1921 i Sala, död 21 januari 2016 i Lund, var en svensk biokemist som uppfann och utvecklade flera olika separationsmetoder för biomolekyler. Han var filosofie doktor, medicine hedersdoktor och teknologie hedersdoktor.
Porath studerade vid Uppsala universitet och tog examen i ämnena matematik, fysik och kemi. År 1950 tog han en licentiatexamen i organisk kemi under handledning av professor Arne Fredga. Han blev därefter stipendiat vid Institut für Krebsforschung (Institutet för cancerforskning) i Heidelberg, där han fick intresse för biokemiska frågeställningar. Tillbaka i Uppsala fortsatte han därför som doktorand i biokemi hos nobelpristagaren Arne Tiselius. Tiselius rekommenderade Porath att besöka Choh Hao Li vid Hormone Research Laboratory, University of California, Berkeley, och Porath tillbringade ett år hos Li under 1951–1952. Hans återstående doktorandtid i Uppsala tillbringade han med att utveckla metoder för zonelektrofores och jonbyteskromatografi, som kunde användas för att rena hormoner.
Porath disputerade 1957 vid Uppsala universitet med en doktorsavhandling på detta tema.
En av Poraths utvecklad kolonn för zonelektrofores kommersialiserades av det instrument- och medicintekniska företaget LKB-Produkter och såldes som "Porath-kolonnen".
En ytterligare separationsmetod som Porath utvecklade ihop med Per Flodin var gelfiltrering. Flodin arbetade hos Pharmacia med dextran-forskning. År 1957 upptäckte Porath att kolonner fyllda med dextrangel fungerade som molekylsiktar, och kunde användas för storleksseparering av molekyler. Efter att Pharmacia och Tiselius, som Porath fortfarande arbetade hos, hade rådgjort, inleddes patentering. Upptäckten publicerades i tidskriften Nature 13 juni 1959 av Porath och Flodin, och kort därefter lanserade Pharmacia gelfiltreringsmaterialet Sephadex (Separation Pharmacia Dextran) till försäljning.
Porath arbetade även med immobilisering och adsorption av enzymer, tillsammans med Rolf Axén, och dessutom utvecklade han metoden affinitetskromatografi.. Porath publicerade 1975 en av de idag mer kommersiellt betydande kromatografimetoderna IMAC (Immoblized Metal Ions Affinity Chromatography).
Porath blev senare professor i biokemi vid Uppsala universitet.
Porath invaldes i Kungliga Ingenjörsvetenskapsakademien (IVA) år 1971 och var även invald som ledamot nummer 1098 av Kungliga Vetenskapsakademien. Han är begravd på Berthåga kyrkogård i Uppsala.

## Priser och hedersbetygelser
Porath tilldelades Sixten Heymans pris år 1959. Svenska Kemistsamfundet tilldelade honom 1963 Arrhenius-plaketten (tillsammans med Per Flodin). Dessutom erhöll Porath Björkenska priset 1976, Sir Fredrik Gowland Hopkins Medal Award 1979 samt Tswett Medal (tillsammans med Per Flodin) 1979 och Bror Holmberg-medaljen 1988. IVA tilldelade honom och Per Flodin 1968 sin guldmedalj med motiveringen "för deras utveckling av metoder för filtrering i geler av tvärbunden dextran" och 1987 tilldelades han Stora guldmedaljen med motiveringen "för hans framstående insatser på det biokemiska området, speciellt inom separationstekniken".. Han erhöll Erik K. Fernströms Nordiska pris 1992 och blev en av de första mottagarna av Olof Rudbecks medaljen 2002 samt Tiselius Award 2009..
Han utsågs till medicine hedersdoktor i både Uppsala, Chengdu (Kina) och Japan (Japan Biochemistry Society). Han blev Foreign Member av Naun (USSR Academy of Science) samt medlem av New York Academy of Sciences.
År 2005 instiftade GE Healthcare, en efterföljare till Pharmacias verksamhet inom separationstekniker, ett pris till Poraths ära. Priset delas ut till en ung forskare inom Jerker Poraths forskningsområde.